# Fuwa Mitsuharu
Fuwa Mitsuharu est un nom japonais traditionnel ; le nom de famille (ou le nom d'école), Fuwa, précède donc le prénom (ou le nom d'artiste).
Fuwa Mitsuharu (不破 光治, ?-14 décembre 1580) est un samouraï des périodes Sengoku et Azuchi-Momoyama du Japon. Mitsuharu était originaire de Mino et était d'abord un serviteur du clan Toki, puis de Saitō Dōsan, Mitsuharu se met au service d'Oda Nobunaga et reçoit une terre dans la province d'Echizen.

## Source de la traduction
- (en) Cet article est partiellement ou en totalité issu de l’article de Wikipédia en anglais intitulé « Fuwa Mitsuharu » (voir la liste des auteurs).